# الزراعة في قطر
الزراعة في تاريخ قطر وهي الفترة التي ازدهر فيها القطاع الزراعي والثروة الحيوانية للجزء الشرقي لشبه الجزيرة العربية بما فيها دولة قطر، للزراعة في قطر تاريخ طويل، فقد اشتهرت بالواحات ومنتجاتها الزراعية المختلفة على مرِّ السنين. وعلى الرغم من أن المناطق الشرقية للجزيرة العربية (الخليج العربي) ليست مثل مناطق جنوب وشمال الجزيرة العربية، من حيث خصوبة التربة، وتوفر المناخ الملائم للزراعة، ووفرة المياه، فإن هذا لا يعني عدم وجود الزراعة.

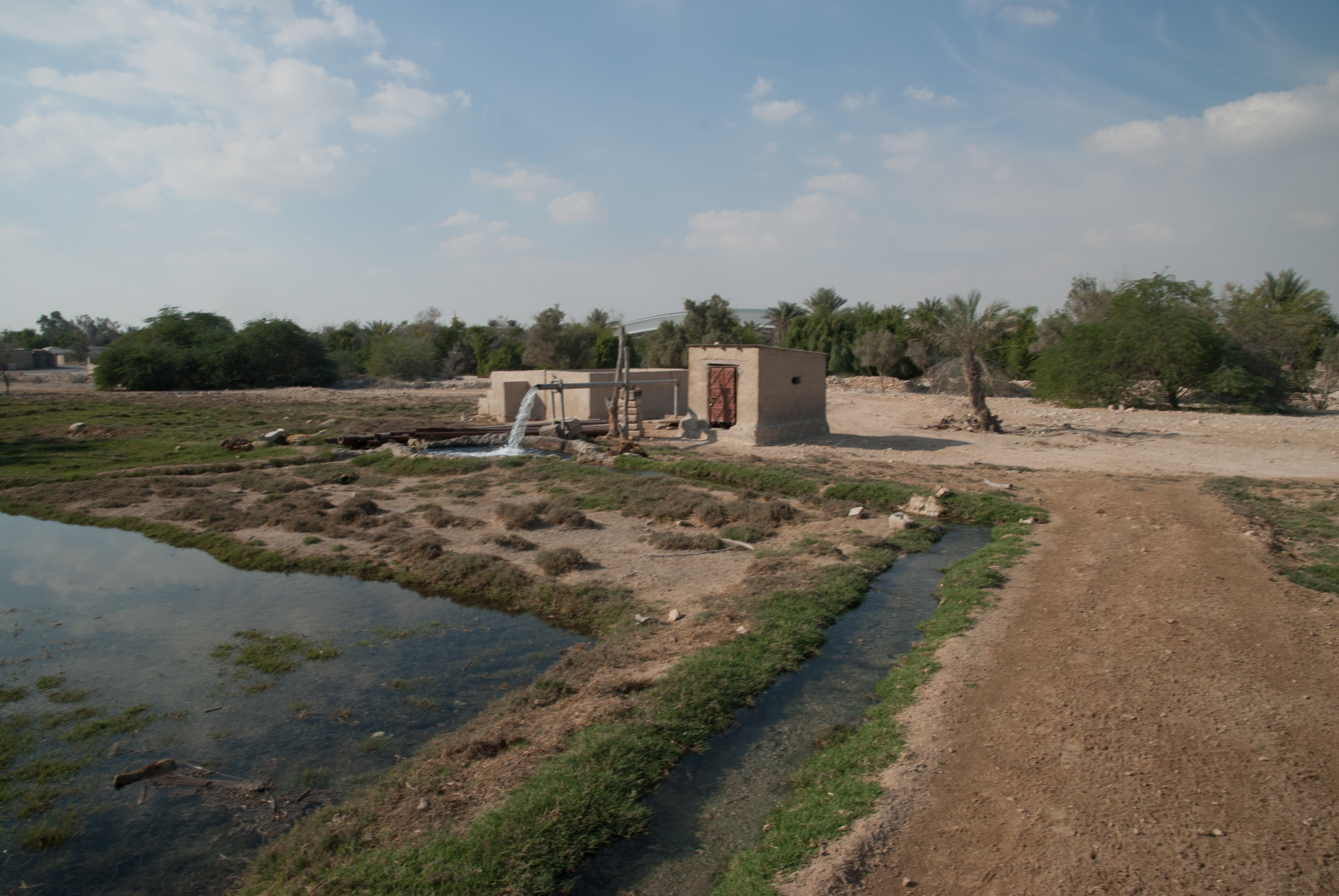
أرض زراعية في بلدية الريان

## أولاً: الزراعة
دولة قطر كغيرها من مناطق الخليج العربي تقل فيها العوامل الكافية لجعلها دولية زراعية منافسة للدول المشهورة بقطاع الزراعة ومع ذلك، وُجدت في قطر بعض الزراعات، حيث ساعدت المقومات الطبيعية كالتضاريس، وخصوبة التربة في بعض الواحات، ووفرة المياه مختلفة المصادر، على قيام بعض الزراعات التي تتناسب مع طبيعة المنطقة المناخية، ويذكر أحد مصادر الرحلات أن المنطقة الشرقية تتوفر فيها مصادر المياه من عيون وآبار سطحية.، وأحسب أن المقومات البشرية في قطر لها دور إيجابي كبير في العملية الزراعية، فوفرة الأيادي العاملة ساعدت على القيام بالعمليات الزراعية وتشييد المنشآت الخاصة بها. وكما هو معروف، فإن الزراعة وليدة التفاعل بين الظروف المناخية والواقع التضاريسي، وقد نتج عن هذا التفاعل ظهور بيئات مناخية مختلفة باختلاف السطح، وأدى ذلك إلى تنوع المحاصيل الزراعية، كزراعة الحبوب، والأشجار البرية المختلفة.
وتعد الأمطار من أهم مقومات الزراعة في قطر، حيث تحصل على قدر لا بأس به من الأمطار، إضافة إلى مصادر المياه الأخرى، كالمياه السطحية مثل المآجل والمسايل والغيول، كما وجدت في قطر المياه الجوفية، كالينابيع والآبار.

### المحاصيل الزراعية
أما المزروعات التي تُرزع في البحرين (ومنها قطر) فهي متشابهة، حيث نجد النخيل الذي اشتهرت بزراعته مدن الخط، ويؤكد ذلك قول الأعشى:
فإن تمنعوا منا المشقَّر والصفا::::::::::::::::: فإنا وجدنا الخطا جما نخيلها 
وقد فيل في تفسير قول الأعشى، إن الخط خط عبد القيس (القطيف والعقير وقطر) وهو كثير النخل. ومن المحاصيل المشهورة في الجانب الشرقي للخليج، ومنها قطر:
- التين
- الأترج
- القطن
- العنب
- الحنطة
- الشعير
- الحناء
- الموز
- الرمان
- التمور

## قفزة في تاريخ المجال
لم يكن المزارع العربي بشكل عام، والقطري على وجه الخصوص، يزاول العملية الزراعية ارتجاليا، بل كان يمارسها وفق شروط معروفة لديه، وخطط معدَّة سلفا، تدل على مهارة وخبرة كبيرتين. وقد استخدم المزارعون القطريون السماد («الزبول»، ويُسمى أيضا «الدَّمان» أو «الدَّمن») من مخلفات الحيوانات والطيور بهدف تخصيب الأرض وزيادة إنتاجها، حيث ذُكر أن بعضا من جزائر قطر الخالية كانت تأوي إليها أجناس من الطير البحري والبري، فتجتمع بها من زبولها كميات كثيرة تُستخدم كسماد للمزروعات من الكروم والنخل والجنات والبساتين، وقد عُني الفلاحون بالتسميد من أجل زيادة خصوبة الأرض، وعرفوا أنواع الأسمدة، واستخدموا مخلفات الحيوانات من عدة أنواع، وخلطوها في حفرة، وصبوا عليها الماء لتتحلل، ثم لا تُستعمل إلا بعد مُضي عام.

## الثروة الحيوانية
اشتهرت قطر بالثروة الحيوانية منذ القدم، وقد ذكر بعض الرحالة أن نجائب الإبل تُنسب إليها، ووصف الشعراء النجائب القطرية، ومنهم جرير
لدي قطريات إذا ما تغولت:::::::::::::::::::: بها البيد غاولن الحزوم الفيافيا 
ويقصد الشاعر هنا بالقطريات: النجائب (الإبل)، لاشتهار قطر بتربية الإبل، حتى إن الشعراء كانوا يضربون بإبلها الأمثال، ولذلك غلب اسم «قطر» على الندجائب.
وذكر المصدر أيضا اشتهار قطر بالنعام، فقال أحد الشعراء عن النعام القطرية:
الأوب أوب نعائم قطرية::::::::::::::::::::::: والآل آل نخائــــص حـقـب
وهو بهذا ينسب النعام إلى قطر لاتصالها بالبر ومحاذاتها رمال الربع الخالي،
كما اهتم القطريون بتربية البعير، ووُصفت البحرين، ومن ضمنها قطر، بأنها مركز لتصدير الخيول والإبل.